# Pelomys
Pelomys is een geslacht van knaagdieren uit de familie muizen en ratten van de Oude Wereld dat voorkomt van Zuid-Oeganda en Zuid-Kenia tot Angola en Noord-Botswana. De nauwste verwant van dit geslacht is waarschijnlijk Mylomys. Sommige auteurs hebben Mylomys als een deel van Pelomys beschouwd. Fossielen van dit geslacht komen uit gebieden ver buiten het recente verspreidingsgebied van het geslacht: Algerije en Rodos. Ook uit oostelijk en zuidelijk Afrika zijn Pliocene en Pleistocene fossielen bekend.
Deze dieren leven in holen in moerassen, rietgebieden, meeroevers en andere natte gebieden. Ze lijken op Arvicanthis-soorten, maar hebben gegroefde voortanden en een stomp gezicht. De kop-romp en de staart zijn ongeveer even lang. De lange, harde vacht is bruin van kleur. De oren zijn er gedeeltelijk in verborgen. De dieren zijn 's nachts actief en leven van gras, riet, wortels, bladeren en zaden.
Er zijn vijf soorten:
- Pelomys campanae (West-Congo-Kinshasa en West-Angola)
- Pelomys fallax (Zuid-Kenia tot Angola en Noord-Botswana)
- Pelomys hopkinsi (Oeganda, Rwanda en Zuidwest-Kenia)
- Pelomys isseli (eilanden in het Victoriameer in Oeganda)
- Pelomys minor (Noordoost-Angola tot West-Tanzania)

P. hopkinsi en P. isseli worden soms samen in het ondergeslacht Komemys geplaatst.